# Peroxisome

Cấu trúc cơ bản của peroxisome

Peroxisome (đôi khi được gọi là vi thể – microbody) là một loại bào quan có mặt trong tất cả các tế bào của sinh vật nhân chuẩn. Peroxisome tham gia trong quá trình biến dưỡng của các acid béo có mạch C rất dài, acid béo mạch nhánh, D-amino acid, polyamin và quá trình sinh tổng hợp của plasmalogen cùng nhiều etherphospholipid khác có vai trò tối quan trọng trong hoạt động của não và phổi ở các động vật có vú. Peroxisome cũng bao hàm chừng 10 phần trăm hoạt tính của hai enzyme tham gia trong chu trình pentose phosphate đóng một vai trò quan trọng trong sự trao đổi chất. Có nhiều tranh luận xung quanh vấn đề liệu peroxisome có tham gia vào quá trình sinh tổng hợp isoprenoid và cholesterol ở động vật hay không.

## Lịch sử
Peroxisome được một nhà tế bào học người Bỉ, Christian de Duve xác định dưới tư cách là một bào quan vào năm 1967. Trước đó peroxisome đã được miêu tả lần đầu tiên bởi một sinh viên người Thụy Điển tên là J. Rhodin vào năm 1954.

## Cấu trúc
Chúng bao gồm một màng đơn giúp cách biệt chúng và bào tương (chất dịch bên trong tế bào). Chúng có các protein màng đóng nhiều chức năng quan trọng như vận chuyển các protein từ bên ngoài vào và tăng sinh, tạo ra các tế bào kế tiếp.

## Chức năng
Peroxisome có chức năng giúp tế bào loại bỏ các độc tố, như H2O2, hay các chất chuyển hóa khác. Peroxisome chứa các enzym liên quan đến sử dụng oxy như là acid D-amin oxidase và urease oxidase. Peroxisome cũng chứa các enzym catalase chuyển H2O2 (hydro peroxide ,một sản phẩm trung gian gây độc trong quá trình chuyển hóa tế bào) thành H2O và O2, với 2H2O2 → 2H2O + O2.
Một số chức năng khác của peroxisome bao gồm việc thực thi chu trình glyoxylate trong các hạt đang nảy mầm (vì vậy trong trường hợp đó nó mang tên là "glyoxysome"), quá trình hô hấp sáng ở thực vật, quá trình đường phân ở các sinh vật thuộc Bộ Trùng mũi khoan, và quá trình oxy hóa methanol hoặc/và amin trong một số loài nấm men.
Peroxisome cũng phân hủy axít béo và các phức hợp độc tố, đồng thời xúc tác hai bước đầu tiên trong tổng hợp phospholipid, và sau đó chúng được sử dụng trong cấu tạo các màng tế bào. Peroxisome đảm trách cho quá trình oxy hóa các phân tử acid béo chuỗi dài và do vậy tạo nên các nhóm acetyl.
Ở người, một số lượng lớn peroxisome có thể tìm thấy trong gan, nơi tích tụ nhiều sản phẩm chuyển hóa trung gian mang độc tính. Tất cả các enzym được tìm thấy trong peroxisome đều được nhập từ bào tương. Mỗi enzym được vận chuyển vào trong peroxisome có một gốc đặc biệt tại một đầu của phân tử protein, được gọi là PTS (tiếng Anh: peroxisomal targeting signal, tức là chuỗi mang thông tin đích của peroxisome), nó cho phép protein đi vào trong bào quan, ở đó chúng hoạt động loại bỏ các chất độc.